# Karel Filip Švédský
Princ Karel Filip Švédský, vévoda z Värmlandu (švédsky Hans Kunglig Höghet Carl Philip, Prins av Sverige, Hertig av Värmland, celým jménem Carl Philip Edmund Bertil; * 13. května 1979, Stockholmský palác, Stockholm) je druhý potomek a jediný syn švédského krále Carla XVI. Gustava a královny Silvie Švédské. Narodil se jako korunní princ Švédského království. Tento titul mu patřil sedm měsíců, do 1. ledna 1980, kdy byl změněn systém následnictví v linii následnictví švédského trůnu. Nový zákon ustanovil užití systému absolutní rovné primogenitury, kdy se nestává následníkem trůnu prvorozený syn, ale nejstarší potomek královské rodiny bez ohledu na pohlaví. Od roku 1980 je tedy korunní princeznou Švédska princova starší sestra Viktorie Švédská. Karel Filip je v linii následnictví britského trůnu stále před svou starší sestrou, protože do roku 2013 užívala systém kognatické primogenitury.
Byl pokřtěn ve Stockholmském královském paláci 31. srpna 1979. Jeho kmotry jsou princ Bertil Švédský, vévoda hallandský, princ Leopold Bavorský, dánská královna Markéta II. a princezna Birgitta Švédská. Jeho sourozenci jsou sestry Viktorie Švédská, korunní princezna, a princezna Madeleine Švédská.

## Studia
V letech 1984-1986 navštěvoval Karel Filip farní školu Västerled, kde získal předškolní vzdělání. Základní vzdělání získal na škole Smedslättsskolan v Brommě, kterou navštěvoval od roku 1986. Další část vzdělání mu poskytla škola Ålstensskolan, taktéž v Brommě. Od roku 1992 navštěvoval školu Enskilda gymnasiet ve Stockholmu, která mu poskytla střední vzdělání. V roce 1994 studoval školu v americkém Kentu v Connecticutu. Účastnil se také vědeckého programu na vyšší škole Lundsbergs skola, kterou ukončil v roce 1999. Později studoval grafický design na Rhode Island School of Design ve Spojených státech. V červnu 2011 Karel Filip ukončil studia na Švédské zemědělské univerzitě.

## Koníčky a zájmy

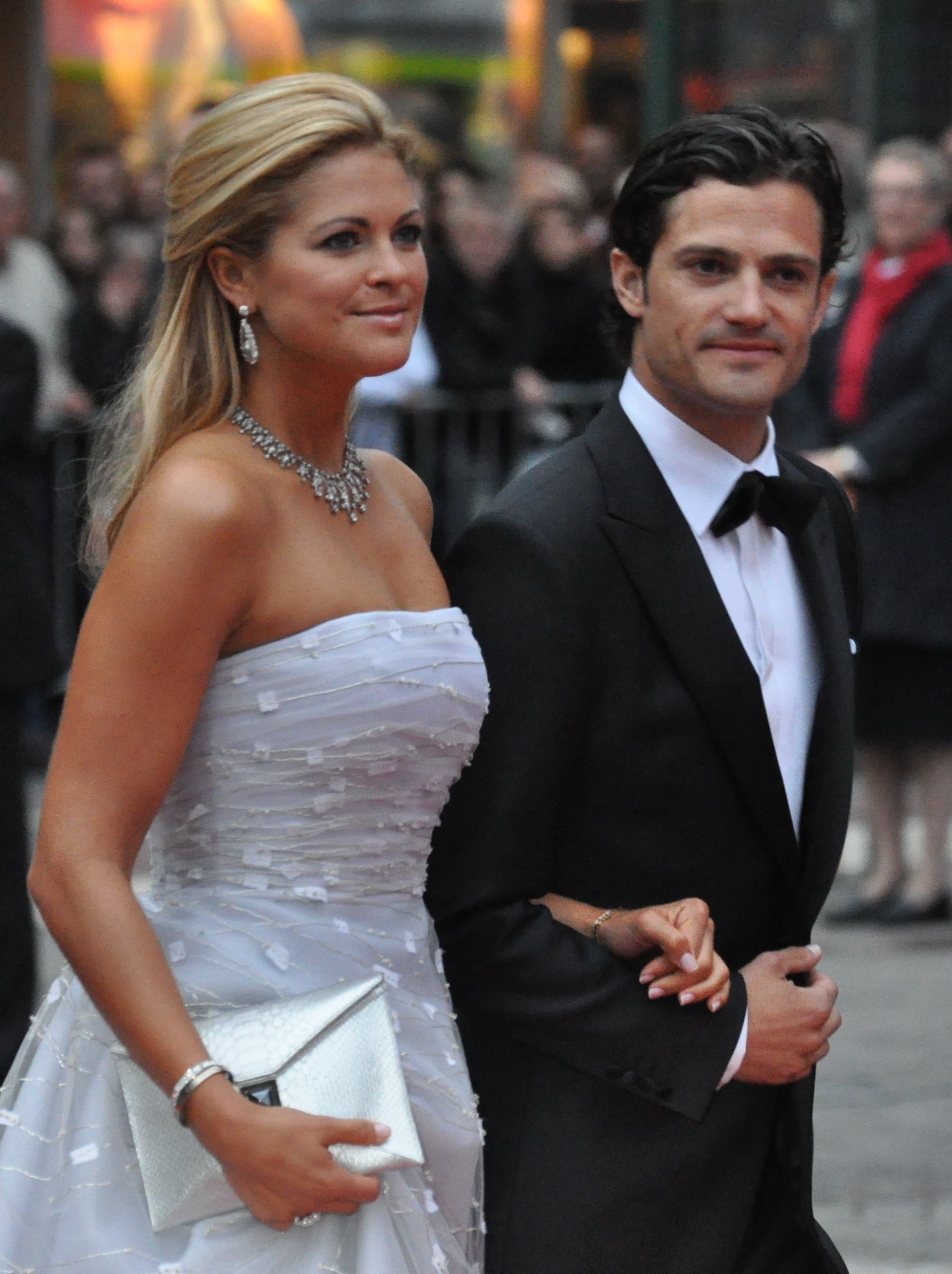
Princ Karel Filip Švédský se svou sestrou Madeleine Švédskou na svatbě korunní princezny Viktorie Švédské

Karel Filip má rád venkovský život. Je také nadšený sportovec, má rád především fotbal, atletiku, plavání a lyžování. V roce 2003 dokončil Vasaloppet, 90 km dlouhý závod pro běžecké lyžaře, který je nejdelším lyžařským závodem na světě. Kromě toho je také vášnivý automobilový závodník. V současné době (2011) se účastní série automobilových závodů Porsche Carrera Cup Scandinavia, kde závodí s automobilem Porsche 911 GT3.
Velký zájem o grafický design a malovaní přimělo Karla Filipa věnovat se těmto zájmům i během studia. Grafický design studuje od roku 2003 až doposud. V prosinci 2003, na počest 60. narozenin královny Silvie Švédské, vytvořil obal k CD s hudbou Čajkovského baletu Louskáček. Výtěžek z akce, kde bylo CD představeno, putoval do Světové nadace pro děti, kterou vlastní královna Silvia Švédská. V roce 2004 navrhl kalendář ve spolupráci s reklamní agenturou, výtěžek z prodeje poputuje do stejné nadace.

## Osobní život

Královský monogram

Od roku 1999 byla přítelkyní prince Emma Pernaldová, která se s ním v roce 2009 rozešla. Švédskému časopisu Expressen Emma prozradila, že se oba rozhodli jít vlastní cestou. Další vyjádření k rozchodu nikdo neposkytl. V dubnu 2010 naznačil tisk možný vztah Karla Filipa se švédskou modelkou Sofií Hellqvistovou. V srpnu 2010 vztah potvrdila mluvčí královské rodiny. V roce 2008 obsadil princ Karel Filip deváté místo v anketě 20 Hottest Young Royals, kterou vyhlašovalo vydavatelství Forbes.
V roce 2014 královský dvůr oznámil zasnoubení prince Carla Philipa a jeho přítelkyně Sofie Hellqvist. Svatba se uskutečnila 13. června 2015. Mají spolu čtyři děti:
- Alexandr, vévoda ze Södermanlandu (* 19. dubna 2016)
- Gabriel, vévoda z Dalarny (* 31. srpna 2017)
- Julian, vévoda z Hallandu (* 26. března 2021)
- Ines, vévodkyně z Västerbottenu (* 7. února 2025)[3][4]

## Vyznamenání

### Švédská vyznamenání
- rytíř Řádu Serafínů – od narození, insignie obdržel 13. května 1997
- rytíř Řádu Karla XIII. – od narození
- komtur Řádu polární hvězdy – 1. října 2013

### Zahraniční vyznamenání
- velkokříž Záslužného řádu Spolkové republiky Německo – Německo, 20. května 2003
- velkostuha Řádu jordánské hvězdy – Jordánsko, 7. října 2003[5]
- velkodůstojník Řádu tří hvězd – Lotyšsko, 22. března 2005[6]
- velkokříž Řádu svatého Olafa – Norsko, 1. září 2005[7]
- komtur Řádu koruny Malajsie – Malajsie, 14. září 2005
- velkokříž Řádu Rio Branco – Brazílie, 5. září 2007[8]
- Řád Stará planina I. třídy – Bulharsko, 9. října 2007
- velkokříž Řádu za věrné služby – Rumunsko, 11. března 2008[9]
- velkokříž Řádu Adolfa Nasavského – Lucembursko, 15. dubna 2008
- velkokříž Řádu cti – Řecko, 21. května 2008
- Řád kříže země Panny Marie I. třídy – Estonsko, 12. ledna 2011[10]
- velkokříž Řádu bílé růže – Finsko, 17. dubna 2012
- velkodůstojník Národního řádu za zásluhy – Tunisko, 4. listopadu 2015
- velkokříž Řádu za zásluhy – Chile, 10. května 2016
- velkokříž Řádu islandského sokola – Island, 17. ledna 2018[11]
- velkokříž Řádu zásluh o Italskou republiku – Itálie, 2. listopadu 2018[12]